# Angwi
Angwi est un village du Cameroun situé dans l’arrondissement (commune) de Widikum-Boffe, dans le département de Momo et dans la Région du Nord-Ouest.

## Population
Lors du recensement de 2005, on a dénombré 288 habitants à Angwi, dont 140 hommes et 148 femmes.